# Osthouse
Osthouse es una localidad y comuna francesa, situada en el departamento de Bajo Rin en la región de Alsacia.

## Demografía
| 739 | 754 | 827 | 850 | 884 | 946 |
| Para los censos de 1962 a 1999 la población legal corresponde a la población sin duplicidades (Fuente: INSEE [Consultar]) |     |     |     |     |     |

## Patrimonio
- Castillo de Osthouse
- Iglesia de Saint Barthelemy

## Personajes célebres
- El barón Nicolas de Sonnenberg